# Resseliella skuhravyorum
Resseliella skuhravyorum är en tvåvingeart som beskrevs av Skrzypczynska 1975. Resseliella skuhravyorum ingår i släktet Resseliella och familjen gallmyggor. Inga underarter finns listade i Catalogue of Life.